# Американська історія жаху: Будинок-убивця
Американська історія жаху: Будинок-убивця (англ. American Horror Story: Murder House) — перший сезон телесеріалу каналу FX Американська історія жаху, який транслювався з 5 жовтня по 21 грудня 2011 року. Виробництвом займалась компанія 20th Century Fox Television. Авторами ідеї були Райан Мерфі та Бред Фолчек.
Сезон розповідає про родину Гармонів: Бена, Вів'єн та їхню доньку Вайлет, які переселяються з Бостону до Лос-Анджелесу після викидню Вів'єн та зради її чоловіка. Вони купують реставрований особняк, незнаючи, що в цьому будинку живуть духи померлих власників та їх жертв.
Перший сезон Американської історії жаху отримав різні рецензії від критиків. В цілому, акторський склад оцінений дуже високо, в той час як сам сценарій критикували. Прем'єра серіалу зібрала велику кількість глядачів біля екранів, тому серіал називають найбільшою прем'єрою кабельного телебачення 2011 року. Сезон номінувався на багато нагород, включаючи Золотий Глобус та Еммі. На додаток, Джессіка Ленг отримала нагороду Еммі, Золотий глобус, та Премію Гільдії кіноакторів США за акторську гру.
Будинок-убивця був згаданий у Готелі, у якому Крістіна Естабрук також зіграла роль Марсі, надокучливої рієлторки. Метт Росс, який грав доктора Чарльза Монтгомері, з'явився у епізоді «Room 33», а Сара Полсон зіграла свою роль Біллі Дін у фінальному епізоді «Be Our Guest».

## Сюжет
Перший сезон телесеріалу розповідає про родину Гармонів: Бена (Ділан МакДермотт), Вів'єн (Конні Бріттон) та Вайлет (Таісса Фарміга), які переселяються з Бостону до Лос-Анджелеса у вікторіанський особняк, після викидню Вів'єн та зради її чоловіка із його студенткою Гейден (Кейт Мара). Пізніше, вони дізнаються від Марсі (Крістіна Естабрук), ріелторки, що минулі власники будинку, пара Чед та Патрік (Закарі Квінто та Тедді Сірс), померли у цьому домі. Їхня нова сусідка Констанс (Джессіка Ленг) та її дочка Едді (Джеймі Брюер) часто стають непроханими гостями будинку. Виявляється, що Едді з цим домом пов'язує його містичне минуле. Леррі (Денніс О'Харе), колишній власник, у котрого половина обличчя у страшенних опіках, також починає з'являтись на порозі будинку, попереджаючи Бена про страшні події, що тут трапились. У «подарунок» до нової оселі, Бен та Вів'єн отримують хатню робітницю Мойру, яку чоловіки бачать як привабливу дівчину, а жінки — як стареньку пані.
Бен починає приймати його пацієнтів у кабінеті своєї домівки. Один із них, хлопець із психотичними нахилами на ім'я Тейт (Еван Пітерс), починає проявляти інтерес до Вайлет, яка страждає від депресії. Бен не знає, що Тейт дух, а також, що він є сином Констанс. Після переїзду родини у дім, регулярно починають відбуватись дивні речі. Пізніше виявляється, що у домі було здійснено більше двадцяти убивств, а тому цей дім ще відомий як «Будинок-убивця». Вів'єн випадково знаходить латексний костюм на горищі дому. Пізніше, вона була зґвалтована чоловіком, який був у нього одягнутий. Вів'єн гадала, що то був Бен, але насправді її зґвалтував Тейт. Наслідком цього стало те, що вона завагітніла близнюками, але від різних батьків. Згодом, стає відомо, нащо Тейт зґвалтував власницю будинку. Він зробив це для іншого привида Нори (Лілі Рейб), яка втратила свою дитину. Гейден згодом приїжджає з Бостону, та погрожує Бену, що розповість Вів'єн про те, що вона носить його дитину. Пізніше її вбиває Леррі, та вони з Беном ховають її на задньому дворі. Нора та Гейден хочуть забрати малюків у Вів'єн, тому що самі вже втратили шанс їх мати.
На Хелловін, єдиний день, коли духи будинку можуть вийти за його межі, Вайлет дізнається, що Тейт серійний убивця, який застрелив у бібліотеці своїх однокласників (а також скалічив учителя і підпалив Леррі живцем), для того щоб покарати мати Констанс за вбивство його меншого брата. Едді збиває автівка, і Констанс намагається дотягти її тіло до будинку, щоб ув'язнити її дух разом з її братом Тейтом. Вів'єн, тимчасом, на турі по відомим будинкам-убивцям дізнається, що у цьому домі жив відомий хірург із комплексом Франкенштейна Чарльз Монтгомері, який робив незаконні аборти у підвалі свого будинку. Один із хлопців жертви аборту помстився лікарю та пошматував його сина.
Вайлет, переживаючи недавні події, вчиняє самогубство, але дізнається що померла тільки після того, як не може більше покинути будинок. Вів'єн забирають до психлікарні після того, як її тероризують полтергейсти будинку. Бен дізнається, що близнюки від різних батьків, він переконаний, що іншим є Люк (Морріс Честнат), офіцер поліції. Тимчасом, Констанс звертається за допомогою до медіума Біллі Дін Говард (Сара Полсон), щоб провести сеанс контакту з Едді. Вона від неї дізнається, що дитина від Тейта є Дияволом. Після того, як Бен дізнається, що Гумовий Чоловік це Тейт, він забирає Вів'єн з психлікарні.
Вів'єн народжує близнюків у будинку. Мойра кличе усіх привидів дому, щоб допомогти Вів'єн з пологами. Перша дитина вмирає відразу після народження, а після народження другої — помирає Вів'єн. Вайлет кидає Тейта після того, як дізнається від Чеда, що він зґвалтував її матір, та вбив його і його хлопця через те, що вони передумали заводити дитину. Бен намагається ввійти у контакт із мертвими донькою та дружиною, але вони відмовляються показатись, щоб Бен переїхав із дитиною, котра вижила, з проклятого будинку задля її захисту. Після того, як Бен збирає речі та намагається вийти із будинку, його схоплює та вбиває Гейден, і вішає його, щоб це здалось самогубством. Гейден намагається забрати дитину, але Констанс, із допомогою її колишнього хлопця, якого теж убили у цьому домі, Тревіса (Майкл Грейзідей), натомість сама забирає дитину. Під час допиту поліцією, Констанс говорить, що Бен та Вів'єн були вбиті, а їх донька Вайлет втекла із дитиною.
Тепер, застрявши у цьому будинку, Гармони та інші добрі привиди, відлякують тих, хто намагається купити цей будинок. Три роки потому, Майкл (Диявол) убиває свою няньку, і Констанс, побачивши її труп, говорить до нього: «І що ж мені тепер з тобою робити?».

## Актори

### Головні персонажі
- Конні Бріттон — Вів'єн Гармон
- Ділан Макдермотт — Бен Гармон
- Еван Пітерс — Тейт Лендон
- Таісса Фарміга — Вайолет Гармон
- Денніс О'Харе — Леррі Харві
- Джессіка Ленг — Констанс Лендон

### Запрошені зірки
- Кейт Мара — Гейден МакКлейн
- Закарі Квінто — Чед Ворвік
- Чарльз Д'юттон — детектив Грежер
- Ерік Стоунстріт — Дерек

### Другорядні персонажі
- Френсіс Конрой — Мойра О'Хара
- Лілі Рейб — Нора Монтгомері
- Александра Брекенбрідж — юна Мойра О'Хара
- Джеймі Брюер — Еддісон Лендон
- Крістіна Естабрук — Марсі
- Морріс Честнат — Люк
- Метт Росс — доктор Чарльз Монтгомері
- Боді Шультц — Трой
- Каі Шультц — Брайан
- Майкл Грейзідей — Тревіс Вондерлей
- Сілія Фінкельштайн — Гледіс
- Ів Гордон — доктор Холл
- Роза Салазар — Марія
- Тедді Сірс — Патрік
- Азура Скай — Фіона
- Кайл Девіс — Даллас
- Сара Полсон — Біллі Дін Говард
- Шелбі Янг — Лі
- Ребекка Високи — Лорейн Харві
- Сем Кінслей — Борегард Лендон
- Девід Ентоні Хіґґінс —  Стен
- Мена Суварі — Елізабет Шорт
- Малайя Рівера Блу — детектив Берріос
- Бен Вулф — Тадеус Монтгомері
- Ерік Клоуз — Х'юґо Лендон
- Брендо Ітон — Кайл Грінвелл
- Ешлі Рікардс — Хлоя Стейплтон
- Александра Торресані — Стефані Боґґс
- Джордан Девіс — Кевін Ґедман
- Александр Німетц — Амір Стенлі

## Епізоди
| Номер серії | Номер серії у сезоні | Назва серії                                     | Режисер(и)           | Сценарист(и)            | Оригінальний показ | Оригінальний показ українською | Код серії      | Глядачі (у мільйонах) |      |
| --- | -------------------- | ----------------------------------------------- | -------------------- | ----------------------- | ------------------ | ------------------------------ | -------------- | --------------------- | ---- |
| 1 | 1                    | «Pilot» «Пілот»                                 | Райан Мерфі          | Райан Мерфі Бред Фолчек | 5 жовтня 2011      | невідомо                       | 1ATS79         | 3.18                  |      |
| Родина Гармонів переселяється з Бостону до Лос-Анджелесу, щоб пережити втрату дитини Вів'єн та зраду її чоловіка Бена із його студенткою. Їх дочка Вайлет, іде до нової школи, і там її починають цькувати однолітки. Родина знайомиться із сусідкою Констанс та її дочкою Едді, у якої синдром Дауна. А також вони зустрічають Леррі — колишнього власника будинку, який підпалив у ньому дружину та дітей. Пацієнтом Бена стає хлопець на ім'я Тейт, у якого є психічні проблеми. Згодом, Тейт дружиться із дочкою Бена — Вайлет. Тимчасом Вів'єн наймає хатню робітницю, яка уже довго працює у цьому будинку, Мойру, котру Вів'єн бачить як стару жіночку, а Бен — як спокусливу, привабливу дівчину. Згодом, подружжя займається сексом. Після цього з'являється загадковий чоловік у латексному костюмі. Пізніше, Вів'єн повідомляє Бену, що вона знову вагітна. |                      |                                                 |                      |                         |                    |                                |                |                       |      |
| 2 | 2                    | «Home Invasion» «Вторгнення у дім»              | Альфонсо Гомес-Рехон | Райан Мерфі Бред Фолчек | 12 жовтня 2011     | 10 серпня 2013                 | 1ATS01         | 2.46                  |      |
| Після зустрічі з новою пацієнткою, Б'янкою, Бену телефонує колишня коханка, Гейден, яка каже йому, що вагітна, і якій потрібні гроші на аборт. Бен бреше Вів'єн та їде до коханки. Тимчасом, у дім вдирається трійка серійних убивць любителів, у тому числі із Б'янкою, які хочуть відтворити вбивство Марії та Гледіс — дівчат, що жили у цьому будинку у 1968 році. Вів'єн та Вайлет стають жертвами маніяків, але їм вдається втекти з будинку. Тейт та решта духів, що мешкають у домі, вбивають злодіїв. Після повернення Бена додому, Вів'єн каже йому, що вона хоче переїхати та продати будинок. |                      |                                                 |                      |                         |                    |                                |                |                       |      |
| 3 | 3                    | «Murder House» «Будинок-убивця»                 | Бредлі Букер         | Дженніфер Солт          | 19 жовтня 2011     | 10 серпня 2013                 | 1ATS02         | 2.59                  |      |
| На порозі будинку несподівано з'являється Гейден, яка хоче зберегти дитину та продовжити їхній роман із Беном. Вів'єн дізнається про перших господарів дому: божевільного хірурга Чарльза Монтгомері та його дружину Нору, які проводили незаконні аборти у підвалі будинку. У Вів'єн стається кровотеча, але у лікарні її заспокоюють, та кажуть, що з дитиною все добре. У Бена провали у пам'яті, і він дізнається у лікаря, що їх спричинили опіати. Бен звинувачує у всьому Мойру, думаючи, що це вона приносить йому каву з отрутою. Гейден приходить знову, і коли Бен намагається з нею поговорити на дворі, з'являється Леррі та б'є її лопатою по голові. Він переконує Бена, що це найкращий вихід. Викопуючи яму для Гейден, Леррі знаходить кістки Мойри, та ховає коханку Бена разом із ними. |                      |                                                 |                      |                         |                    |                                |                |                       |      |
| 4 | 4                    | «Halloween (Part 1)» «Хелловін (перша частина)» | Девід Семел          | Джеймс Вонг             | 26 жовтня 2011     | 11 серпня 2013                 | 1ATS03         | 2.96                  |      |
| Гармони наймають дизайнерів, які допоможуть прикрасити їм будинок, та привернути увагу покупців. Але до них приїжджають Чед та його партнер Патрік — колишні власники будинку. Пару вбив у їх власному домі Гумовий Чоловік рік тому, але Гармони цього не знають. Вайлет хоче дізнатись, що приховує підвал цього дому. Тейт розповідає їй про досліди Чарльза Монтгомері, який з'їхав з глузду, коли його дитину принесли на поріг дому порізану на шматки. Він намагався воскресити сина, та зшив те, що від нього лишилось, із частинами тіла тварин. Дитина Вів'єн починає штовхатись, що неможливо, оскільки вона тільки на восьмому тижні. На УЗД, родина дізнається, що плід набагато розвинутіший, ніж має бути. Жінка, яка обстежувала Вів'єн, втрачає свідомість, коли дивиться на екран. Едді збиває машина. Констанс, намагаючись врятувати її, тягне тіло до будинку Гармонів, але не встигає, і її донька помирає. Леррі дзвонить у двері, і коли Вайлет спускається подивитись, хто прийшов, позаду неї стоїть Гумовий Чоловік. Повернувшись додому після лікарні, Гармони шукають доньку, і Бен бачить Гейден.                                                 |                      |                                                 |                      |                         |                    |                                |                |                       |      |
| 5 | 5                    | «Halloween (Part 2)» «Хелловін (друга частина)» | Девід Семел          | Тім Майнір              | 2 листопада 2011   | 11 серпня 2013                 | 1ATS04         | 2.74                  |      |
| Гумовий Чоловік зникає, натомість з'являється Тейт. Вони з Вейлет ідуть на пляж, і він розповідає їй про те, що шкільні часи були для нього найжахливішими. На пляж приходять п'ять підлітків, яків впізнають Тейта, та погрожують йому, щоб він пішов. Вів'єн говорить Бену, що Гейден у будинку. Він спускається у підвал та бачить її там, але Леррі вдарив його по голові лопатою, і зв'язує його. Нора звільняє його, щоб він міг врятувати дитину. Гейден йде до Вів'єн, і вони шоковані тим, що обидві вагітні від Бена. Гейден нападає на неї, але Бен її зупиняє, і він змушений признатись, що вона завагітніла через місяць після того, як Вів'єн дізналась при їхній роман. Підлітки знаходять Тейта знову, але, намагаючись захистити Вайлет, він примушує їх гнатись за ним. Констанс запрошує Вайлет до себе, де розповідає їй про те, що Едді мертва та про те, що Тейт її син. Пізніше, виявляється, що підлітки є привидами, яких Тейт убив у 1994 році. Вони прагнуть дізнатись, чому Тейт їх убив, але він не може цього згадати. Після закінчення Хелловіну, привиди підлітків зникають, а духи будинку повертаються у дім. Бен збирає речі та їде з дому. |                      |                                                 |                      |                         |                    |                                |                |                       |      |
| 6 | 6                    | «Piggy Piggy» «Свинко, свинко»                  | Майкл Аппендаль      | Джессіка Шарзер         | 9 листопада 2011   | 17 серпня 2013                 | 1ATS05         | 2.83                  |      |
| Після того, як Вайлет читає в Інтернеті статті про те, що Тейта розстріляв SWAT за вбивство учнів школи, у якій навчався, Констанс знайомить її із медіумом Біллі Дін, яка пояснює їй, що Тейт не знає про свою смерть. Тому вона відправила його до Бена, сподіваючись, що він допоможе йому це збагнути. Вони потребують допомоги Вайлет, хоч вона і шокована відкриттям. Бену потрібен дім, щоб проводити у ньому сеанси із пацієнтами, і Вів'єн погоджується. Новий пацієнт Бена Дерек, який боїться місцевих легенд, особливо про Людину-свиню, який вбиває кожного, хто повторить біля дзеркала: "Сюди, свинко, свинко.". Бен помічає, що Вів'єн зацікавилась офіцером Люком. Вів'єн зв'язується із жінкою, яка втратила свідомість після побаченого на екрані УЗД. Вона заявляє, що бачила самого Диявола. Беручи до уваги пораду Бена, Дерек промовляє ці слова біля дзеркала, але за іронією долі у ванні знаходились грабіжники, які його застрелили. Розбита Вайлет намагається покінчити життя самогубством, але Тейт рятує її. Тейт зі сльозами на очах зізнається, що він кохає її.                                                                               |                      |                                                 |                      |                         |                    |                                |                |                       |      |
| 7 | 7                    | «Open House» «Відкритий будинок»                | Тім Хантер           | Бред Фолчек             | 16 листопада 2011  | 17 серпня 2013                 | 1ATS06         | 3.06                  |      |
| У 1994 році, Леррі, закоханий у Констанс, душить її сина-потвору Бо, який жив на горищі будинку, уві сні. Тейт розповідає Вайлет, як зробити так, щоб привиди не надокучали їй. Він показує їй старі фотографії родини Монтгомері, які він знайшов у будинку. Вів'єн дізнається, що вагітна близнюками. Намагаючись бути відвертою із потенційними покупцями будинку, Вів'єн дізнається про те, що Чарльз Монтгомері намагався відродити пошматованого сина, зшивши його частини тіла. Нора зійшла з розуму дізнавшись, і вбиває Чарльза, а потім і себе. Бен знаходить Леррі та погрожує йому через те, що він хоче відібрати його будинок, щоб бути ближче до Констанс. Вайлет показує мамі фото перших власників будинку, і Вів'єн шокована тим, що на цьому фото Нора, жінка, яка приходила дивитись будинок. |                      |                                                 |                      |                         |                    |                                |                |                       |      |
| 8 | 8                    | «Rubber Man» «Гумовий Чоловік»                  | Міґуель Артета       | Райан Мерфі             | 23 листопада 2011  | 18 серпня 2013                 | 1ATS07         | 2.81                  |      |
| Виявляється, що Тейт — це Гумовий Чоловік, який хоче подарувати дитину знавіснілій Норі. Цей костюм купив Чед, сподіваючись відновити його стосунки із Патріком. Тейт одягнув цей костюм та убив пару, після того як дізнався, що вони вирішили не заводити дитину, сподіваючись, що нові власники будуть в змозі народити дитину. Гейден змовляється із Норою звести Вів'єн з розуму, щоб та віддала їм близнят. Вів'єн та Вайлет стикаються із привидами вдирників, які намагались їх убити. Бен вважає, що Вів'єн божеволіє, тому що поліція не виявила жодних слідів їх присутності у домі. Вайлет, знаючи про те, що дім заселений привидами, бреше, і каже, що нічого не бачила. Вів'єн краде пістолет Марсі для захисту. Гейден вмовляє Тейта надягти костюм знову, та атакувати Вів'єн. Під час атаки, Вів'єн випадково стріляє у Бена. Він переконує Вів'єн, що вона становить небезпеку до навколишніх, і тому поліція забирає її. |                      |                                                 |                      |                         |                    |                                |                |                       |      |
| 9 | 9                    | «Spooky Little Girl» «Примарна дівчинка»        | Джон Скот            | Дженніфер Солт          | 30 листопада 2011  | 18 серпня 2013                 | 1ATS08         | 2.85                  |      |
| Показані події відомого убивства Елізабет Шорт. У 1940 році стоматолог, який жив у цьому будинку, ґвалтує одну із його пацієнток під наркозом. Доза виявилась занадто великою, і вона помирає. Привид Чарльза Монтгомері шматує її труп. Привид Елізабет приходить до Бена у пошуках психологічної допомоги. Бен отримує дзвінок від лікаря Вів'єн та дізнається, що у неї близнюки, але від різних батьків. Він звинувачує дружину у тому, що вона його зраджує. Гейден каже йому, що бачила її та Люка разом. Бен під час сварки з Люком дізнається, що він безплідний. Констанс та Тревіс сваряться, та він зраджує їй із Гейден, яка під час сексу убиває його. Леррі вирішує повторити відоме убивство Елізабет Шорт та шматує його тіло. Бен знаходить маску Гумового Чоловіка, і допускає можливість зґвалтування Вів'єн. Мойра розповідає Констанс, що Тейт інший батько. Вона знову звертається за допомогою до медіума Біллі Дін, і питає у неї, що буде, коли дух запліднить людину. Біллі Дін каже, що народиться Диявол, що призведе до початку Апокаліпсису. |                      |                                                 |                      |                         |                    |                                |                |                       |      |
| 10 | 10                   | «Smoldering Children» «Тліючі діти»             | Майкл Ленман         | Джеймс Вонг             | 7 грудня 2011      | 24 серпня 2013                 | 1ATS09         | 2.85                  |      |
| Виявляється, що опіки Леррі це справа рук Тейта, який хотів підпалити його живцем, перед стріляниною у школі. Поліція повідомила Констанс про вбивство Тревіса, і її дивна поведінка змушує їх вважати, що саме вона є вбивцею. Пізніше, Леррі зізнається у вбивстві та його садять за ґрати. У школі непокояться за Вайлет, яка не з'являлась на уроках уже більше двох тижнів. Вайлет, нерозуміючи чому вона не може покинути будинок, пізніше дізнається від Тейта, що вона насправді мертва, після її спроби самогубства. Бен дізнається, що Тейт — Гумовий Чоловік та те, що він інший батько дитини. |                      |                                                 |                      |                         |                    |                                |                |                       |      |
| 11 | 11                   | «Birth» «Народження»                            | Альфонсо Гомес-Рехон | Тім Майнір              | 14 грудня 2011     | 24 серпня 2013                 | 1ATS10         | 2.59                  |      |
| Бен забирає Вів'єн із психлікарні та повертається додому, щоб забрати Вайлет та поїхати до сестри дружини у Флориду. Під час того, як Вів'єн чекає Вайлет у машині, у неї починаються перейми. Вайлет намагається пояснити батьку, що вона мертва. Констанс приводить Вів'єн до будинку, та кличе доктора Чарльза Монтгомері та двох медсестер, щоб вони допомогли їй із пологами. Під час пологів, Патрік розповідає Вайлет, що іншим батьком дитини є Тейт. У Вів'єн тимчасом труднощі із пологами — перша дитина народжується мертвою, а пізніше вона і сама помирає від кровотечі. Вайлет кличе її до себе. Вайлет свариться з Тейтом, та каже, що не може пробачити його вчинок. Вона проганяє його геть. |                      |                                                 |                      |                         |                    |                                |                |                       |      |
| 12 | 12                   | «Afterbirth» «Після народження»                 | Бредлі Букер         | Джессіка Шарзер         | 21 грудня 2011     | Буде оголошено                 | 25 серпня 2013 | 1ATS11                | 3.22 |
| Бен, почуваючи себе самотнім, вирішує скоїти самогубство, але Вів'єн та Вайлет вмовляють його забрати дитину та виїхати з дому. Виходячи із будинку, його схоплює Гейден та з допомогою інших духів вбиває його та вішає на люстру, щоб це здалося самогубством. Констанс забирає дитину собі. Мойра та інші "добрі" привиди допомагають Гармонам відлякати наступних покупців, тим самим уникнути нових убивств. Першими покупцями стає родина Рамосів. Тейт, для того, щоб Вайлет не почувала себе самотньою намагається убити сина Рамосів. Вайлет відволікає Тейта, і вони утікають з дому. Нора, яка врешті-решт не готова до виховання дитини, віддає метвого Гармона Вів'єн. Вів'єн пропонує Мойрі стати хрещеною мамою. Гармони та Мойра прикрашають ялинку на Різдво, спостерігаючи за ними, Тейт каже Гейден, що він буде чекати Вайлет вічність. Три роки потому, Майкл здійснює своє перше убивство, зарізавши няньку. |                      |                                                 |                      |                         |                    |                                |                |                       |      |

## Виробництво

### Ідея
Мерфі про другий сезон Американської історії жаху
Сценаристи Американської історії жаху Райан Мерфі та Бред Фолчек почали працювати над своїм проектом ще до початку телесеріалу каналу FOX — Хору. Мерфі хотів зробити щось відмінне від його решти робіт. Він сказав: «Я перейшов від Частин тіла до Хору, тому мені стало ясно, що я хочу попрацювати над чимось більш темним. Я завжди обожнював, як і Бред, жанр жахів. Тому для мене писати сценарій було легко.» Фолчек був заінтригований зйомками телесеріалу у жанрі жахи, кажучи, що їх головною метою було налякати телеглядачів.
Темний тон телесеріалу був створений за зразком мильної опери каналу ABC Dark Shadows, яку його змушувала дивитись бабуся, щоб загартувати його характер. Також Мерфі сказав, що на серіал вплинули фільми: Дитина Розмарі, Don't Look Now, Жах Амітівіля та Сяйво.
Від самого початку, Мерфі та Фолчек планували, що кожен сезон буде розповідати різну історію. Після завершення першого сезону, Мерфі розповів про свої плани змінити місце для другого сезону та акторський склад, але залишити деяких акторів із першого: «Актори, які повернуться у наступному сезоні будуть грати зовсім інших персонажів. Історія Гармонів завершилась.»
У лютому 2011 року, телеканал FX офіційно заявив, що замовлено пілот нового серіалу, сценаристами та творцями якого будуть Мерфі та Фолчек. Данте ДіЛоретто став виконавчим продюсером. Зйомки серіалу розпочались у квітні 2011 року. У липні 2011 року, FX офіційно заявив, що у першому сезоні буде 13 серій. У серпні 2011 року, було повідомлено, що Тім Майнір, Дженніфер Солт, Джеймс Вонг та Джессіка Шарзер також будуть сценаристами серіалу.

### Кастинг
Кастинги розпочались у березні 2011 року. Конні Бріттон стала першою акторкою, котру взяли у серіал на роль Вів'єн Гармон. Вона була дуже заінтригована цією роллю, і тому вирішила погодитись на участь у зйомках. Під час інтерв'ю Entertainment Weekly, творець серіалу Райан Мерфі сказав, що повідомив Конні про смерть її персонажа під кінець сезону. "Ми продумали весь сезон від початку до кінця, " розповів він. «На зустрічах із головними акторами Конні, Діланом та Джессікою, я сказав їм, що ось це початок вашого персонажа, це середина, а це кінець. Тому так, я розповів Конні про сюжет всього сезону.»
Денніс О'Харе приєднався до акторського складу вкінці березня 2011 року. Джессіка Ленг приєдналась до участі в квітні 2011 року, і це була її дебютна робота на телебаченні. Ленг привабила ця пропозиція, тому що на кабельному телебаченні немає чіткого 22-серійного плану. «Я була дуже рада!», — сказала вона. «Мені пропонували зніматись у серіалах до того, але я не мала так багато часу. Але на кабельному телебаченні серіали знімаються швидше, тому я вирішила погодитись.»
Ділан МакДермотт приєднався до складу у квітні 2011 року. Його героя описували як «красивого та чоловічного, але чутливого психотерапевта, який любить свою родину, але нашкодив своїй дружині.» МакДермотт погодився на участь, щоб відійти від його попередньої ролі у телесеріалі ABC The Practice. «Саме тому я погодився зіграти у серіалі — змінити свій образ. Люди думають, що я той чувак із The Practice… Сподіваюсь, що я зміню думку людей, граючи у цьому серіалі.», сказав він.
У травні 2011 року, Таісса Фарміга та Еван Пітерс були останніми, хто приєднався до серіалу Фарміга сказала, що їй відразу сподобався «характер» і «поведінка» її персонажу. Мерфі казав, що Пітерс «справжнє чудовисько» серіалу, додаючи: «Я думаю, що Еван дуже гарно потрудився над тим, щоб його персонаж симпатизував глядачам.»

### Зйомки

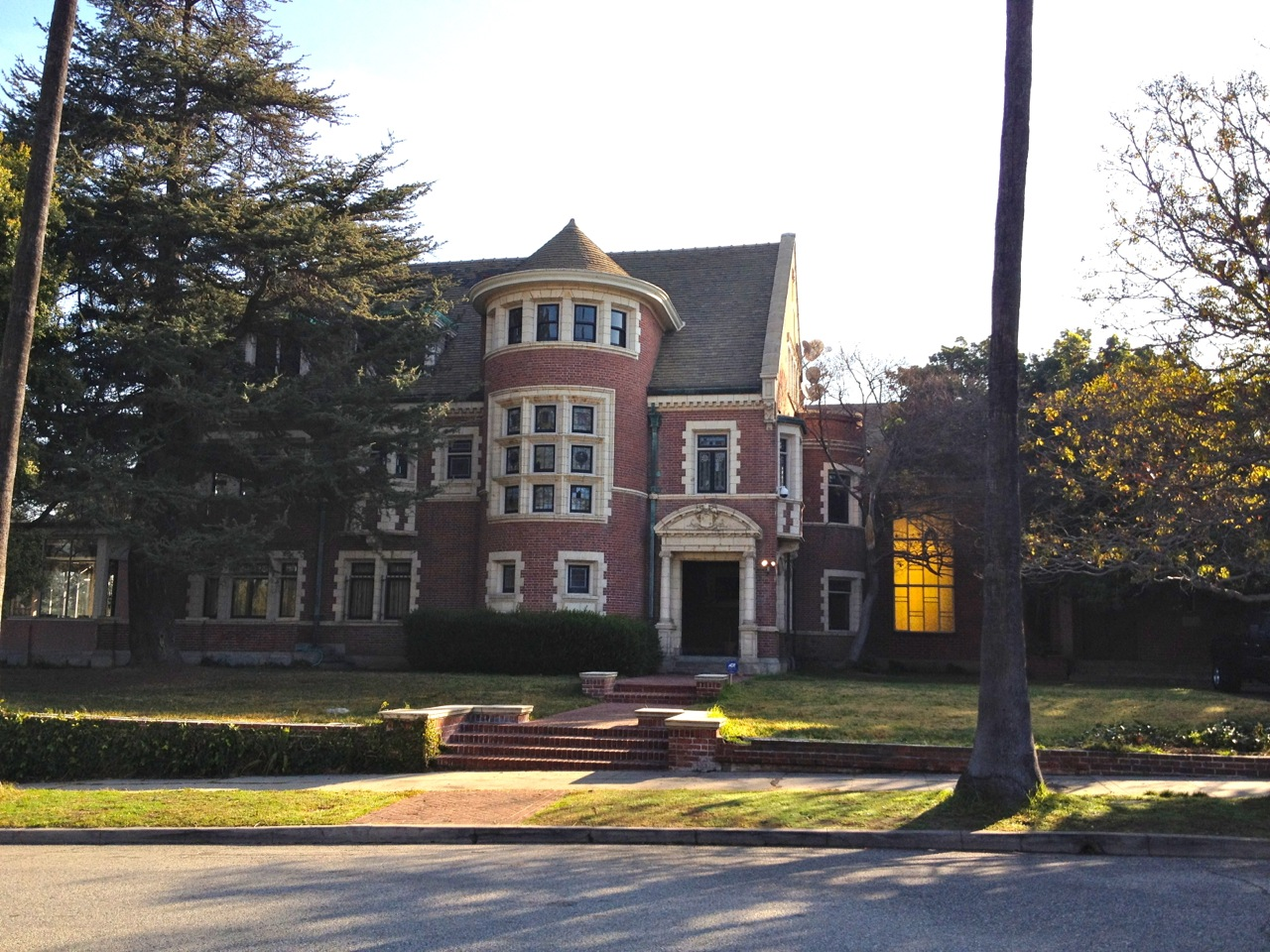
Мерфі шукав страшний, але водночас і привабливий будинок.

Пілотний епізод був знятий у будинку на Кантрі Клаб Парк у Лос-Анджелесі, Каліфорнія, який і став будинком-убивцею та місцем усіх злочинів. Побудований у 1902 році Альфредом Розенхаймом, президентом Американського інституту архітекторів, використовувався як монастир.
Серіал знятий у павільйоні, де точно відтворили планування будинку. Такі деталі як скло Тіффані, бронзові світильники з Нью-Йорку, були відтворені, щоб передати атмосферу дому. Будинок був зданий у оренду на Airbnb у лютому 2016 року.
У зв'язку з «дуже напруженим» графіком роботи, було повідомлено, що останній, 13 епізод сезону буде коротшим на 30 хвилин, ніж планувалось. Пізніше, зйомки 13 епізоду були взагалі скасовані, але натомість до 12 епізоду було додано ще 10 хвилин. Прем'єра останнього епізоду сезону відбулась 21 грудня 2011 року.

### Заставка
Заставку було зроблено Кайлом Купером і його агентством «Prologue». Він також займався створенням заставки для телесеріалу каналу AMC Ходячі мерці і фільму 1995 року Сім. Музика була написана звукорежисером Цезарем Давілла-Ірізаррі та музикантом Чарлі Клоузером. Заставка показує підвал Гармонів та фотографії мертвих дітей, ненароджених дітей у банках, черепи, сукню для хрещення, форму медсестри, людину, що тримає садові ножиці. Мерфі описав заставку як міні-таємницю: «Після того, як ви побачите дев'яту серію, вам стане зрозумілою кожна сцена із заставки».

## Відгуки

### Критика
Американська історія жаху отримала змішані та позитивні рецензії від критиків. Пілотний епізод отримав 62 із 100 на сайті Metacritic з 30 рецензій. На вебсайті Rotten Tomatoes рейтинг серіалу склав 76 %, а оцінка — 5.7/10 з 42 рецензій. «Американська історія жаху дивний, кривавий, і досить божевільний серіал, щоб зацікавити глядача.» Кен Такер з Entertainment Weekly поставив пілотному епізоду оцінку «B+», кажучи: «АІЖ в цілому страшний серіал, у ньому є багато криків, секс, удари, розчавлені обличчя, психічна поведінка, та мертві діти.» Чак Барні з San Jose Mercury News сказав: «Більшість телесеріалів, зрештою, швидко забуваються. Цей буде снитись вам ще довго.» Проте, не всі рецензії були схвальними. Алан Сепінвол з HitFix поставив серіалу оцінку «D−».

### Номінації та нагороди
Перший сезон Американської історії жаху був номінований на 65 нагород, 19 з яких виграв.

### Рейтинги
Пілотний епізод подивилось близько 3.2 мільйони чоловік, віком 18-49, і взагалом 5.2 мільйони за дві трансляції. Це був одним із найкращих результатів для телеканалу FX. Беручи докупи популярні серіали Сини анархії, У Філадельфії завжди сонячно та The League — серіал допоміг жовтню стати місяцем з неймовірно високою кількістю переглядів на каналі. Пілотний епізод переглянуло близько 3.2 мільйонів телеглядачів у 59 країнах.
Рейтинги почали рости з кожним епізодом, сьомий епізод переглянуло 3.06 мільйонів людей, що зробило його найпопулярнішим епізодом сезону. Останній епізод сезону переглянуло 3.22 мільйони чоловік.
Прем'єра серіалу у листопаді 2011 року на європейських та латиноамериканських телеканалах FOX, підняла телеканал на перше місце серед інших платних каналів.